# Галанкин, Алексей Михайлович
Алексей Михайлович Галанкин (27 июня 1915—1979) — машинист экскаватора Ленинградского специализированного управления треста «Гидроспецфундаментстрой» Министерства монтажных и специальных строительных работ СССР. Герой Социалистического Труда (07.05.1971)

## Биография
Алексей Галанкин родился 27 июня 1915 года в деревне Курбатово Калужской области.
После окончания обучения работал в колхозе, но уже в возрасте 19 лет переехал в Ленинград, где устроился сперва помощником, а потом, как и трое его братьев, машинистом экскаватора.
Во время начала Великой Отечественной войны в Ленинграде работал на экскаваторе, помогал в строительстве оборонительных рубежей и принимал участие в расчистке завалов разрушенных домов, продолжая работу даже под вражеским обстрелом. За подобное мужество и героизм Алексей Михайлович Галанкин был награжден орденом «Знак Почёта».
После окончания войны Галанкин работал в тресте «Гидроспецфундаментстрой» машинистом экскаватора, собрав действующий экскаватор из девяти сломанных, которые ранее были брошены на поле боя. Принимал участие в восстановительных работах в Ленинграде.
В результате наезда на мину был тяжело ранен и потерял глаз.
На собранном из остатков другой техники экскаваторе Галанкин достигал высоких показателей не только в обычных работах, но и используя экскаватор в качестве инструмента для забивки свай, что явилось первым в стране опытом применения экскаватора для погружения железобетонных свай и шпунта.
7 мая 1971 года указом Президиума Верховного Совета СССР за выдающиеся производственные успехи в рамках пятилетки Алексею Михайловичу Галанкину было присвоено звание Героя Социалистического Труда с вручением ордена Ленина и золотой медали «Серп и Молот».
До своей смерти А. М. Галанкин жил в Ленинграде, где и был захоронен на Ново-Волковском кладбище.

## Награды
- Орден Ленина (07.05.1971)
- Медаль «Серп и Молот» (07.05.1971)
- Орден «Знак Почета» (08.12.1942)